# Timocrate
Timocrate est une tragédie de Thomas Corneille représentée pour la première fois en 1656.

## Présentation
Donneau de Visé, le fondateur du Mercure galant, affirme à la mort de Corneille en 1710 que la pièce fut représentée sans interruption pendant un hiver entier, ce qui a fait dire à Claude Gros de Boze la même année qu'il y eut 80 représentations successives de Timocrate, mais la déduction semble fondée sur un calcul erroné et des doutes subsistent autour des représentations de la pièce.